# 佐古地区
佐古地区（さこちく）は、徳島県徳島市の中心部にある行政上の地区である。

## 地理
徳島市中央部に位置し、都心（中心市街地）北西に接する。
北から北佐古・佐古・南佐古・佐古山町の4町が並ぶ。ただし佐古地区の境界は町境に沿っておらず、佐古・北佐古・南佐古のそれぞれ一部は佐古地区ではない。4町はおおよそ、JR徳島線・佐古川・眉山山麓を境とする。
国道192号（伊予街道）を中心に都市化が進んでおり、人口も集中している。192号線が通る以前は、旧道である讃岐街道が佐古地区の中心道路（佐古町・佐古本町）であり、江戸時代は布屋や染色業者など新興商人が多く軒を並べている。
地域には佐古愛日連（あいじつれん）という阿波踊りの連がある。1882年（明治15年）10月に創立。佐古小学校の生徒を中心に、佐古に住む人々が阿波踊りを地域で一体となり楽しむべく結成された。佐古小学校の別称である「愛日」からこの名がついた。愛日とは、古代中国の名言で「時日を惜しんで学ぶ」という意味。

### 町と人口
2025年1月1日。徳島市の調査より。
| 町       | 番町・小字     | 人口   | 備考                         |
| -------- | -------------- | ------ | ---------------------------- |
| 北佐古   | 一～二番町     | 00689  | 一番町・二番町の各一部を除く |
| 佐古     | 一～八番町     | 06,759 | 八番町の一部を除く           |
| 南佐古   | 一～八番町     | 03,015 | 八番町の一部を除く           |
| 佐古山町 | 諏訪山・椎の宮 | 00000  |                              |
| 計       |                | 10,463 |                              |

## 歴史
「サコ」とは、柳田邦男の『地名の研究』(1948) によると「一つの水流の岸が連続して平地を作っている所」、『阿波志』によると「山谷で水がないもの」という。佐古地区は近世以前には鮎喰川の氾濫原で、洪水時に鮎喰川が佐古川を流れ流域は水害に遭っていたが、徳島城築城時に鮎喰川右岸（南東岸）に築堤され、鮎喰川が流れてくることはなくなった。
その後、吉野川中流域を経て伊予まで伸びる街道が整備され、その両側が佐古町（現 佐古南部）となった。さらに南北の平行な通り沿いに中級・下級藩士の武家地が造られ、狭義にはこれを佐古と呼び、また周辺の農村と合わせて佐古町と呼んだ。1812年の『島々丁名改目録』によると、以下の町があった。
町人町
佐古町・大谷通
武家町
定普請丁・越久田浜・淡路丁・榎小路・台所丁・長小路・小裏丁・大裏丁・楠小路・上大安寺筋・下大安寺筋・大休庵谷筋・清水谷筋・古馬場
明治初期、（広義の）佐古には、街道沿いの佐古町とその両側の佐古村があった。佐古村の佐古町より北の部分と南の部分は繋がっていたが、1880年から1881年にかけ佐古村の一部が佐古町に編入され、佐古村の北と南が分断されたので、1881年、南側は南佐古村に分離された。1889年の市町村制施行により、これら1町2村は徳島市に組み入れられ、佐古町・北佐古町（旧 佐古村）・南佐古町（旧 南佐古村）となった。市制施行時（直前?）の人口は、佐古町が4998人、佐古村が5131人、南佐古村が1042人で、計1万1171人だった。
大正時代までは、鮎喰川水系の地下水を利用した酒造や染色工業が盛んだったが、大恐慌で衰退した。
1941年、小字が廃止され町名と丁目だけで呼ぶようになった。短い裏通りが小字から独立した町となり、
| 町       | 丁目数 | 旧小字              | 通りの位置                                     |
| -------- | ------ | ------------------- | ---------------------------------------------- |
| 北佐古町 | 09     | 台所丁 ほか         | 現 国道192号の2本北。                          |
| 新佐古町 | 10     | 台所丁・楠小路 など | 現 国道192号の1本北。                          |
| 中佐古町 | 09     | 大裏丁              | 現 国道192号。                                 |
| 上佐古町 | 16     | 小裏丁              | 現 国道192号の1本南。                          |
| 佐古町   | 16     | （佐古本町）        | 現 国道192号の2本南。                          |
| 南佐古町 | 10     | 大谷・初江島        | 現 南佐古。                                    |
| 佐古山町 |        |                     | 現 佐古山町。                                  |
| 東佐古町 | 02     | 定普請丁            | 佐古東端で佐古橋より北に伸びる。現在は断片化。 |

が並んだ。
1953年、国道192号が拡幅され、これ以降、この道が地区の本通りとなった。
1964年、現在の町割となった。大まかには（このほかにも細かい変更があるが）、北佐古町の一部が北佐古、南佐古町が南佐古となり、北佐古町の一部・新佐古町・中佐古町・上佐古町・佐古町・東佐古町が佐古となった。

## 地形

### 山
地区の南端一帯は眉山で、眉山北斜面（南佐古・佐古山町・南蔵本町1～3丁目）は「佐古山」とも呼ばれる。
| 山   | 標高 |                                                            |
| ---- | ---- | ---------------------------------------------------------- |
| 眉山 | 277m | 映画「眉山-びざん-」の舞台としても有名。徳島市のシンボル。 |

### 河川

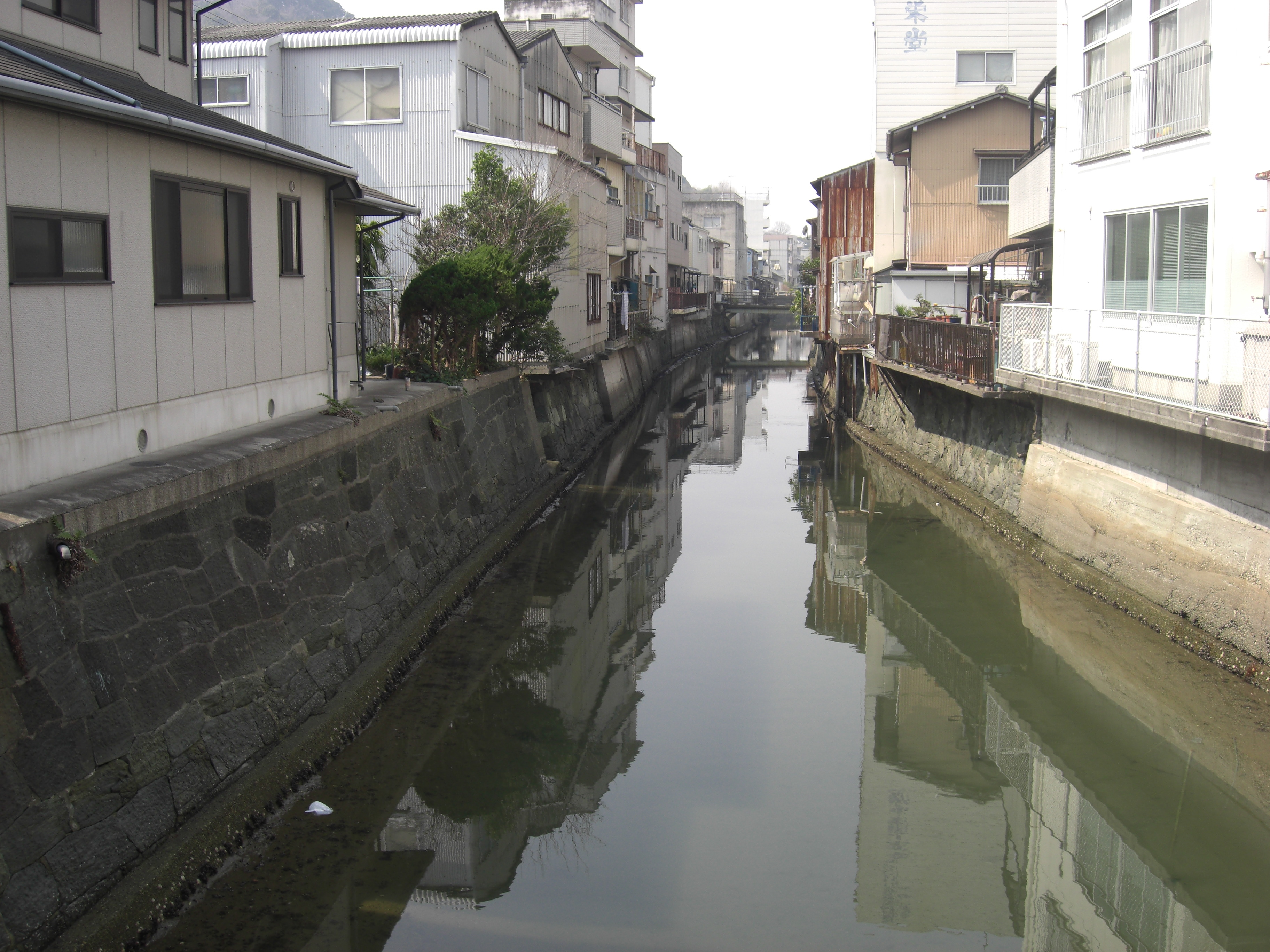
佐古川

東端には新町川が流れており、その支流である佐古川が地区の南部を流れている。
| 河川   | 備考                                       |
| ------ | ------------------------------------------ |
| 新町川 | 佐古地区東端を流れ、徳島中心街へと向かう。 |
| 田宮川 | 新町川の支流。                             |
| 佐古川 | 新町川の支流。                             |

## 交通

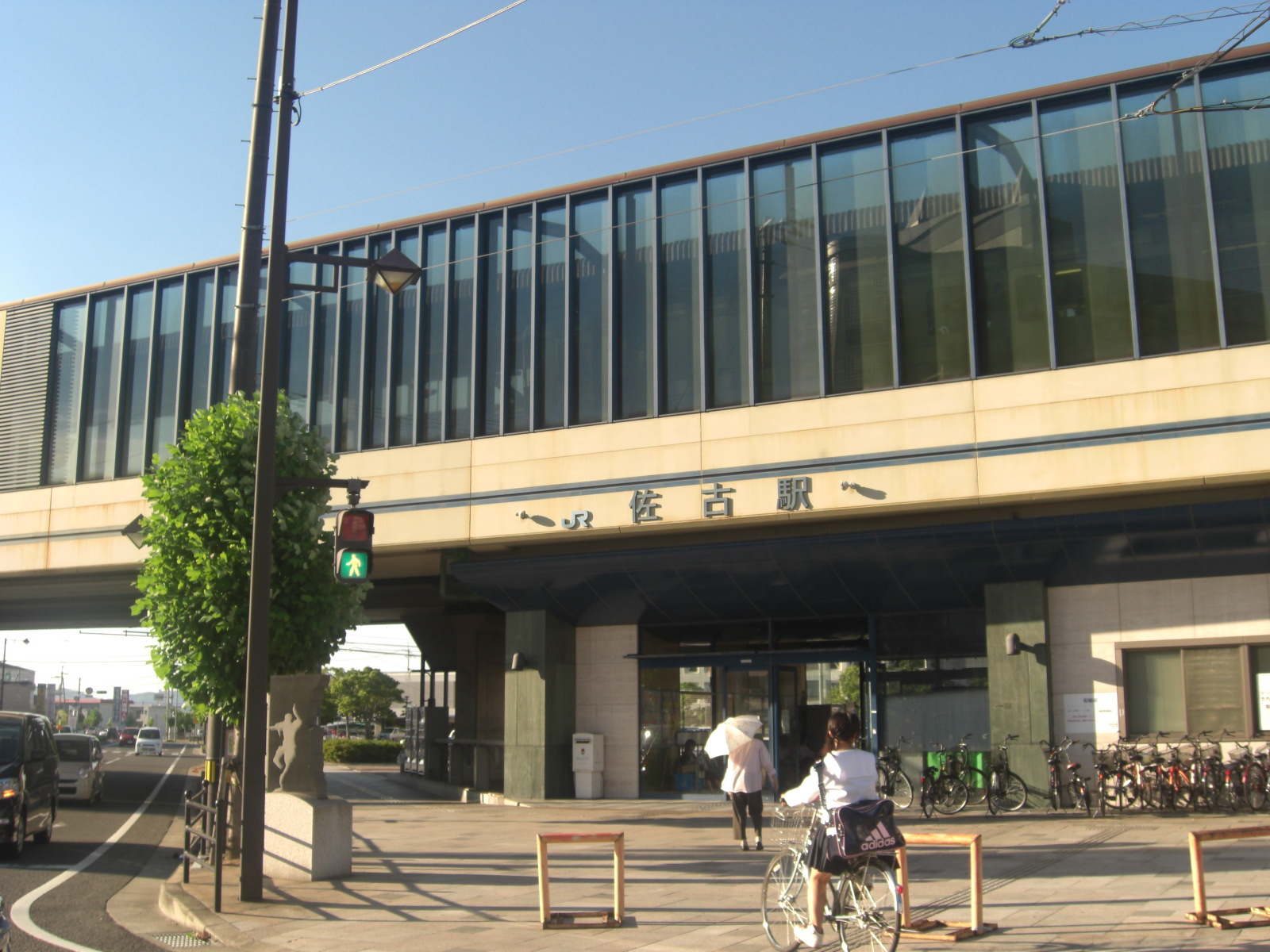
JR佐古駅

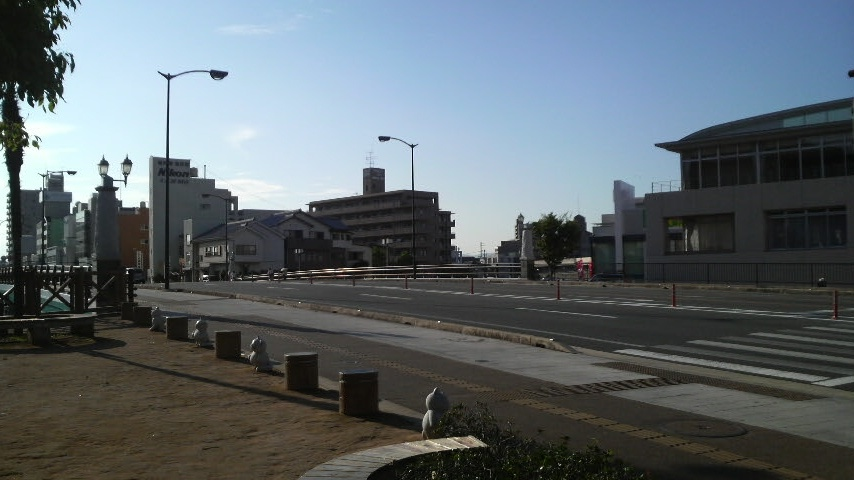
佐古大橋（国道192号）

### 鉄道路線
- 四国旅客鉄道（JR四国）
  - 高徳線・徳島線: 佐古駅

### 道路
- 一般国道
  - 国道192号
- 都道府県道
  - 徳島県道150号佐古停車場線

## 施設

### 教育機関
| 学校名                               | 住所                        | 画像 |
| ------------------------------------ | --------------------------- | ---- |
| 徳島市佐古小学校                     | 徳島市南佐古四番町1番地32号 |      |
| 旧佐古幼稚園（令和四年閉園）         | 徳島市佐古六番町1番地2号    |      |
| 尾上和裁学園                         | 徳島市佐古二番町8番9号3Ｆ   |      |
| 徳島県美容学校                       | 徳島市佐古二番町3番地5号    |      |
| ブレーメン愛犬クリエイティブ専門学校 | 徳島市佐古一番町5番地4号    |      |
| 千松自動車教習所                     | 徳島市北佐古二番町3番17号   |      |

### 公共施設・名所・旧跡・観光スポット

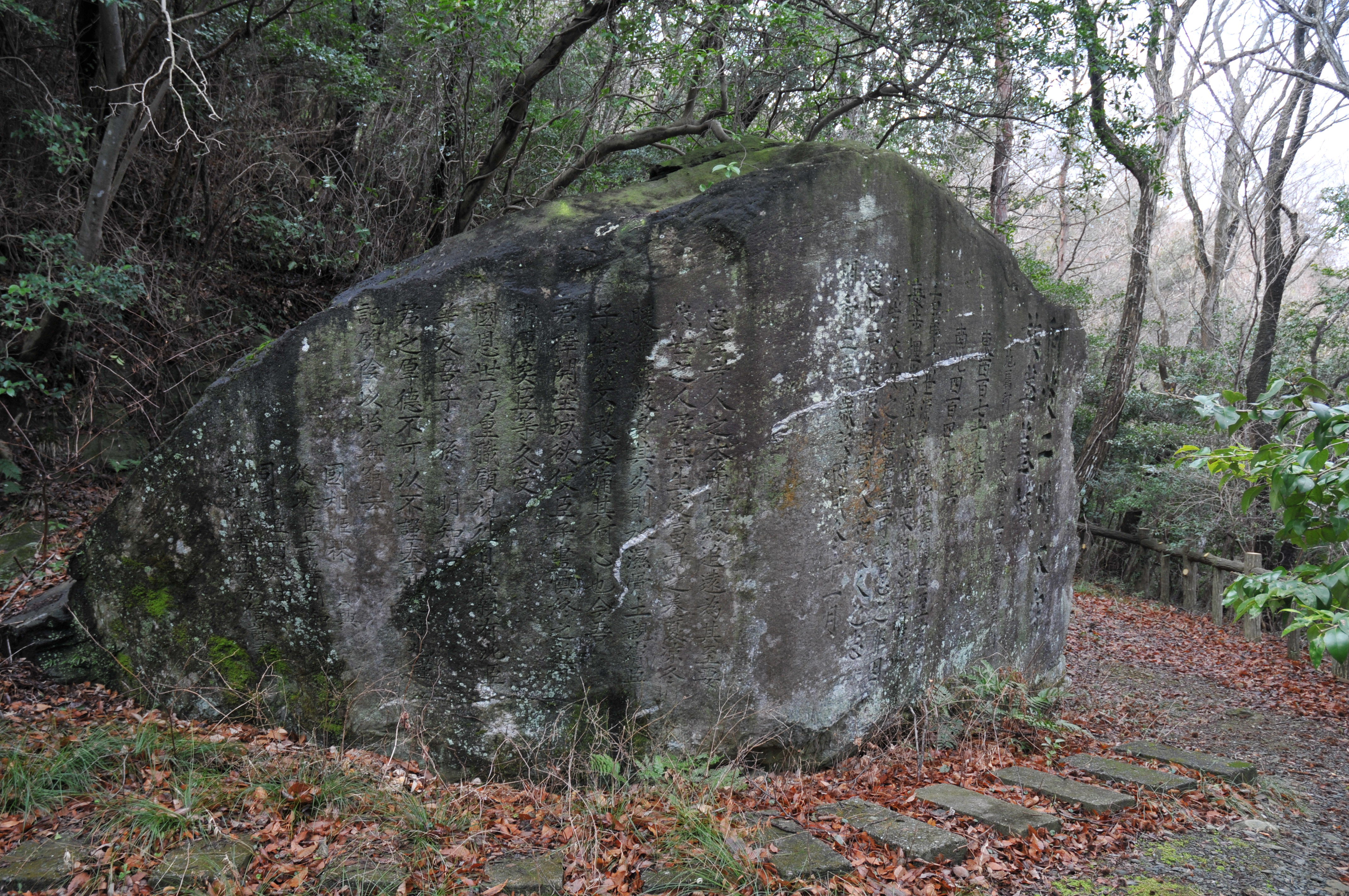
徳島藩主蜂須賀家墓所 （万年山墓所）
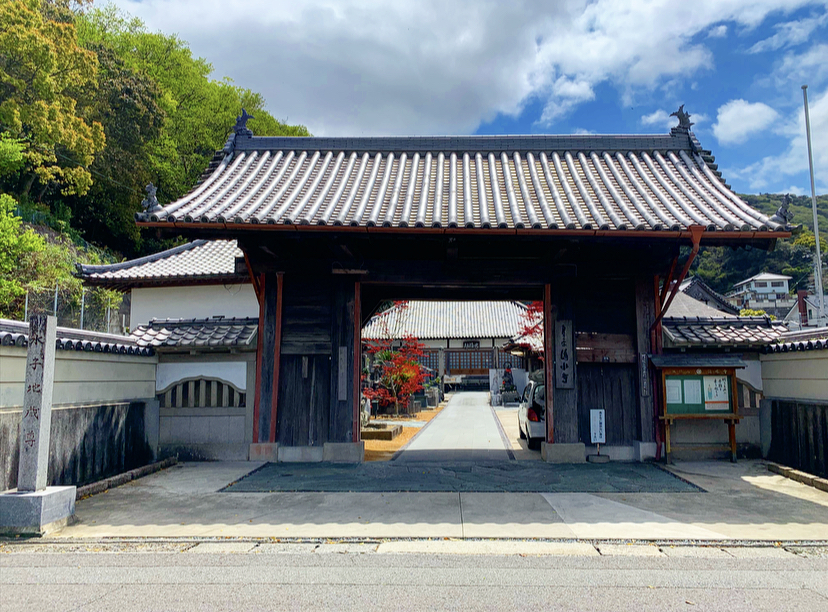
清水寺
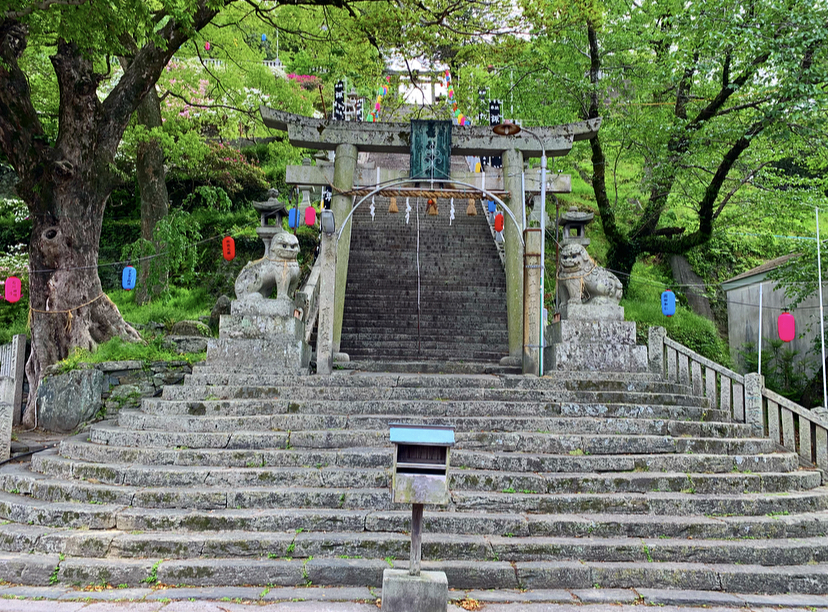
諏訪神社
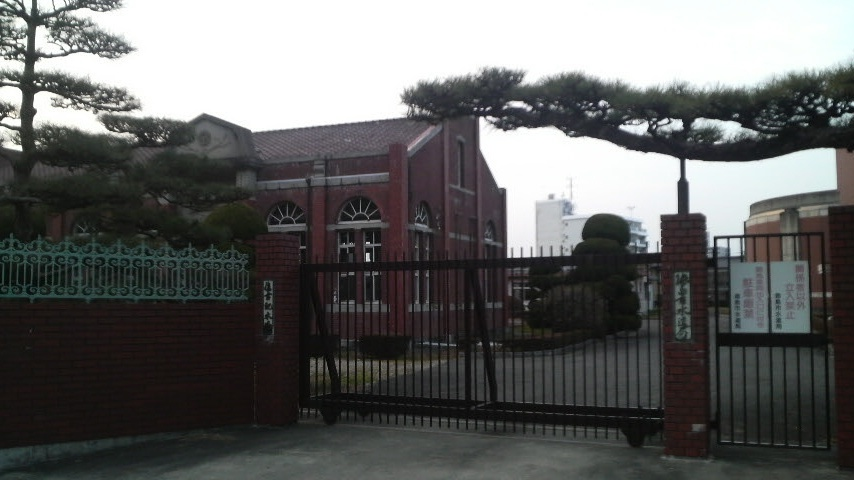
佐古配水場ポンプ場

徳島藩主蜂須賀家墓所（万年山墓所）
徳島藩主蜂須賀氏とその一族および重臣の墓所。
清水寺
阿波秩父観音霊場31番札所。徳島七福神霊場・寿老人。
大安寺
蜂須賀家ゆかりの寺院。
諏訪神社
ツツジや桜の名所として知られる神社。
椎宮八幡神社（椎宮公園）
ツツジの名所として知られる神社。神社一帯は椎宮公園となっており、とくしま水紀行50選に選定されている眉山湧水群の青龍水と雲龍水が湧き出ている。
佐古配水場ポンプ場
国の登録有形文化財。「ヘリテージング100選」、厚生労働省の「近代水道百選」に選定。
古庄染工場
無形文化財技術保持者である古庄理一郎の工場。藍染に関する施設。
佐古大橋
新町川の国道192号に架かる全長57mの平面の橋。
カルチャーセンター徳島
旧とくしま社会保険センター。生きがいづくり、健康づくりを目的とした施設。
徳島県JA会館
- 徳島藩主蜂須賀家墓所
（万年山墓所）
- 清水寺
- 諏訪神社
- 佐古配水場ポンプ場

## 出身者
- 太田宏美 - 弁護士
- 仙谷由人 - 衆議院議員
- 中島錫胤 - 貴族院議員
- 原菊太郎 - 政治家